# Gymnoscelis semivinosa
Gymnoscelis semivinosa är en fjärilsart som beskrevs av W. Warren 1896. Gymnoscelis semivinosa ingår i släktet Gymnoscelis och familjen mätare. Inga underarter finns listade i Catalogue of Life.